# St. Augustine (Trinidad y Tobago)
St. Augustine es una localidad de Trinidad y Tobago, que forma parte de la región de Tunapuna-Piarco.

## Geografía
La localidad abarca parte de la isla Trinidad y limita al norte con Mount St. Benedict, al sur con Spring Village, St. Augustine South y Pasea Extension, al este con Tunapuna y al oeste con Santa Margarita y Curepe.

## Demografía
Datos demográficos de la localidad de St. Augustine:
| Gráfica de evolución demográfica de St. Augustine entre 2000 y 2011 |
|                                                                     |